# 处女比特币
处女比特币（英語：Virgin Btc）又称创世比特币，是指经矿工开采后没有经过任何交易的全新比特币。因为其没有任何交易记录，所以没有因该币参与过非法交易而被监管机构没收的风险。随着监管政策愈加严格，处女币受到了许多投资者与金融机构的重视。目前，处女比特币的溢价在10%-30%左右。

## 简介
处女比特币是一种基于比特币的加密数字货币，其本质上就是BTC代币，是经由挖矿后的最初始状态；处女比特币拥有比特币的如去中心化等一切特性。

## 背景
比特币作为一种依托区块链技术的去中心化的数字货币，每个比特币的交易历史及详情都会被详细记录并可以被任何人追踪。因此，如果某个比特币曾被用于任一笔非法交易，其所有后续交易都可能会受到影响。因此，人们渴望得到更为“纯净”的比特币；由此，从未经过任何交易的处女比特币便逐渐为人们所重视。

## 特点
- 以区块链技术为基础，安全、稳定
- 无法验证来源
- 符合金融监管
- 稀有
- 相对比特币价格更高[5]